# دانکان
دانکان (زادهٔ ۳ ژانویهٔ ۱۹۵۹) بازیگر، فیلمنامه‌نویس و کارگردان ژاپنی است. وی از سال ۱۹۹۰ در بیش از ۳۰ فیلم ظاهر شد.

## گزیده فیلم‌شناسی

### سینما
- نقطه جوش (۱۹۹۰)
- پرونده قتل سفیدبرفی (۲۰۱۴)
- توکیو غول (۲۰۱۷)
- فوکوشیما ۵۰ (۲۰۲۰)

### تلویزیون
- فورین کازان (۲۰۰۷)
- ابری بالای کوه (۲۰۰۹)
- هانا مویو (۲۰۱۵)
- زن قلعه‌دار، نائوتورا (۲۰۱۷)
- نقره و طلا (۲۰۱۷)